# Illusion auditive
Une illusion auditive ou illusion sonore est une perception d'un phénomène sonore partagée par des personnes ne présentant aucune pathologie, qui ne correspond pas à l'effet qu'il devrait produire selon les représentations communes. Une illusion auditive se distingue d'une hallucination sonore en ce qu'elle se reproduit avec des auditeurs différents, tandis que l'hallucination est individuelle et peut souvent se dispenser complètement d'un phénomène physique.
Les illusions auditives, ou sensations auditives paradoxales, provoquées en laboratoire en psychologie expérimentale, psychoacoustique, psychologie de la musique, permettent de mieux comprendre le fonctionnement du système auditif.
La stéréophonie est sans doute l'illusion auditive la plus répandue. Dans un système de reproduction sonore avec seulement deux enceintes acoustiques, dans de bonnes conditions l'auditeur peut percevoir des sons provenant de directions intermédiaires entre celles des sources réellement existantes. La bande son du cinéma sonore est aujourd'hui le champ d'exercice de la création d'illusions auditives dans un but dramatique. Le mixage crée l'illusion de personnages ou d'objets qui se déplacent, s'approchent, s'éloignent, même si on ne les voit pas.
En musique, notamment en orchestration et surtout dans le domaine de la musique électronique, les illusions auditives font partie des ressources des compositeurs. L'informatique musicale permet de créer une grande quantité de sons qu'on peut dire « paradoxaux », parce qu'ils remettent en cause la compréhension de la matière sonore inspirée par la théorie de la musique occidentale.

## Présentation
Les illusions auditives ont été plus tardivement explorées et beaucoup moins étudiées que les illusions visuelles, car elles requièrent le développement de l’électroacoustique pour leur étude expérimentale.

### Définition
Du point de vue médical et psychologique, on classe comme illusion auditive une perception partagée par des personnes ne présentant aucune pathologie de l'audition, ni psychiatrique. Ni les hallucinations auditives, qui ne se rapportent à aucun son, ni les acouphènes, qui sont un symptôme d'une défaillance du système auditif, ne sont des illusions auditives.
Certains effets physiques nous étonnent, tant que nous n'en saisissons pas la cause. Jusqu'à ce que nous ayons compris comment notre perception se produit, nous pouvons croire que ce sont des illusions.
L'avertisseur d'une ambulance a toujours le même son, nous le savons. Et pourtant, lorsque le véhicule s'éloigne de nous, nous entendons le son devenir plus grave que quand il s'approchait. Nous pourrions conclure à une illusion…
Si la physique ne nous expliquait pas cet effet, dû à la vitesse de propagation du son, lui donnant même un nom : l'Effet Doppler-Fizeau.
Cependant, dans certains cas, comme celui de la gamme de Shepard, notre perception débouche sur un paradoxe, puisque d'un son à l'autre, la progression de hauteur musicale se fait toujours dans le même sens, et pourtant les sons se répètent identiques, mais la physique ne peut nous dire pourquoi. Pour l'expliquer, il faut revoir notre notion de la perception des sons.

### La nature interprétative de la perception
Les illusions soulignent la nature interprétative de la perception humaine. En effet, si notre système perceptif nous semble défaillant, c’est parce que nos sens ne sont pas une simple fenêtre sur le monde qui nous entoure, que notre cerveau contemple. Notre système auditif construit sa perception à partir d'un acte volontaire, l'écoute, capable de modifier la disposition de l'oreille moyenne et interne, et qui implique une sélection des influx nerveux et leur comparaison avec des traces dans la mémoire, qui constituent, pour finir, une classification et une interprétation. Les illusions auditives se produisent quand des sons surprennent et mettent en défaut ces classifications et ces interprétations.
La bi stabilité perceptive illustre le caractère interprétatif de la perception. La bi stabilité auditive est le fait de percevoir comme changeant un son pourtant invariable, mais pour lequel notre cerveau hésite entre deux interprétations. Entre les deux possibilités, la perception ne fournit jamais une interprétation hybride. Elle propose alternativement l’une puis l’autre, ce qui la rend instable (d’où le nom de bi stabilité).
Les chercheurs ont fait entendre aux auditeurs un stimulus où un son pur aigu A alterne avec un son pur grave dans des motifs ABA répétés.
Les auditeurs disent entendre soit une séquence continue (ABA-ABA) soit deux séquences ensemble (A-A-A-A et -B---B-). Alors que le stimulus se prolongent, ils changent de temps en temps spontanément leur interprétation.
Notre cerveau construit notre perception à partir des messages nerveux transmis le long des voies sensorielles en trois étapes. Les influx nerveux du système auditif sont d’abord envoyés par le corps genouillé médian du thalamus sur le cortex auditif primaire (surface supérieure du lobe temporal ou gyrus de Heschl, ou aire 41 et 42 de Brodmann) qui reconstitue un aspect du stimulus (par exemple l’intensité ou la fréquence sonore). Puis les différents aspects du stimulus sont mis en relation dans les aires auditives secondaires dans le lobe temporal supérieur (ou aire 22 de Brodmann). Enfin, les messages se transmettent aux aires associatives multimodales à travers les différents lobes : pariétal, frontal, temporal[réf. souhaitée].
L’information sensorielle est mise en relation avec d’autres modalités de sensations ainsi que nos souvenirs, nos connaissances et nos classifications mentales. Ces deux éléments mis en jeu dans la perception seront à l’origine de certains phénomènes illusoires.

### Classification des illusions
| Catégorie                | Exemple du prototype auditif |
| ------------------------ | ---------------------------- |
| Limites perceptives      | Bruit du coquillage          |
| Contrastes               | Effet Rawdon-Smith           |
| Ségrégations, fusions    | Fission mélodique            |
| Complétions              | Restitution auditive         |
| Adaptations              | Effet Zwicker                |
| Constances               | Négligence de la phase       |
| Repères, localisations   | Illusion de Deutsch          |
| Conflits intersensoriels | Effet Mc Gurk                |

- Les illusions relatives aux limites perceptives s’expliquent par la gamme de fréquences perçue par l’oreille humaine. En appliquant l’oreille à l’ouverture d’un coquillage, on entend le bruit de la mer. Ce n'est pas une illusion, cela témoigne de la sensibilité de l’oreille qui capte d'infimes fluctuations de pression à l’intérieur du coquillage[9]. Que nous interprétions ce bruit si ténu qu'il n'excite que les parties de l'audition les plus sensibles, dans la région de 1000 à 4 000 Hz, comme le bruit de la mer est le résultat d'une association d'idées.
- Les illusions de contrastes résultent d’une erreur dans la discrimination[n 1] des sons. L’effet Rawdon-Smith correspond à l’impression qu’un son se renforce alors que son niveau moyen reste stable.
- Les illusions de ségrégation[n 2] et de fusion correspondent à un regroupement inadapté ou à une absence de regroupement de différents sons (phénomène de la fission mélodique[10]).
- Les illusions de complétion sont le fait que notre cerveau complète une phrase ou une mélodie par des productions internes si on remplace une petite section, une syllabe ou un phonème par un bruit quelconque. Le cerveau complète l’information manquante en fonction de la tonalité et de la ligne mélodique. Ces illusions témoignent de la mobilisation de notre mémoire et de nos connaissances au niveau même de notre perception.
- Les illusions d’adaptation sont quotidiennement expérimentées lorsque l’on s’habitue à un son permanent, et que pour cette raison, on le perçoit atténué (par exemple si l’on habite à côté d’un aéroport). Eberhard Zwicker a exposé des sujets à un bruit blanc duquel un étroit intervalle de fréquences a été filtré. Il a constaté qu’ils entendaient après l'interruption du bruit un sifflement, rapidement amorti, à la fréquence supprimée[11].
- L’illusion de constance relève de la capacité à reconnaître une mélodie quel que soit l’instrument ou le tempo sur lequel elle est jouée.
- Les illusions mettant en jeu les repères et les localisations s’illustrent avec l’« effet de précédence »[n 3] : un son semble provenir de la direction d'où il arrive en premier lieu. Si, dans un bref délai, des sons de même nature proviennent d'autres directions, ils renforcent cette première perception sans modifier la perception de la direction d'origine[12]. Deutsch a montré que si l’on envoie à l’aide de casque un son aigu et un son grave en alternance dans les deux oreilles des sujets, ils percevront tous les aigus à droite et tous les graves à gauche, ou inversement. Si on envoie des sons aigus d'un côté et les graves de l'autre, et que l'on inverse les canaux, les sujets continuent à assigner les aigus et les graves à leur oreille d'origine[réf. nécessaire].
- Les différentes modalités sensorielles peuvent se contredire et provoquer une ambiguïté d’interprétation de la part du cerveau. Ces conflits produisent des illusions comme l’effet Mc Gurck. Si dans un film, en effet, est vu une personne prononcer la syllabe « ga », et que la bande-son émette un « ba », la syllabe comprise par la plupart des sujets sera une sonorité intermédiaire telle que la syllabe « da ». Le cerveau créé une syllabe intermédiaire entre les deux entrées sensorielles, mais il peut aussi faire prédominer l’une ou l’autre des informations[13].

## Psychoacoustique
La psychoacoustique, aidée en cela par les outils de la synthèse sonore, a éclairci certains phénomènes particuliers d'interprétation : les illusions auditives.

### Les sons paradoxaux
Les chercheurs ont vérifié leurs hypothèses sur la perception en créant en laboratoire des sons qui aboutissent à des perceptions qui contredisent les notions sonores que l'on a, sur la base des sons quotidiens et des sons musicaux.
La forme la plus envoûtante d’illusion est celle qui permet de créer des phénomènes paradoxaux, c'est-à-dire qui s'opposent (para) au sens commun (doxa), qui, dans ce cas, est celui des postulats de la théorie de la musique occidentale.
On compare souvent ces sons aux objets impossibles et notamment l’escalier de Penrose, ou la cascade d'Escher, qui, jouant sur les conventions de la perspective et les approximations de la représentation du volume sur deux dimensions, donnent l'impression à l'escalier de monter sans fin ou à l'eau de couler de sa source vers sa source.
Jean-Claude Risset, qui a étudié leurs mécanismes dans le champ auditif, a composé plusieurs sons paradoxaux au moyen de l’ordinateur. Il a publié sur la matière de nombreux articles qui mettent en lumière toutes les difficultés d’appréhension de ce problème.
Ces illusions ont été particulièrement étudiées par John Chowning (pionnier de la synthèse numérique des sons) puis par Jean-Claude Risset, chercheurs et compositeurs, qui, à l'aide de l'ordinateur ont créé plusieurs formes d'illusions intégrées dans leurs œuvres.

#### Renforcement infini du son
Rawdon-Smith et Gridley se sont rendu compte que l'on est plus sensible aux augmentations brusques qu'aux décroissances lentes. Ils ont créé un son paradoxal qui semble se renforcer, tout en restant toujours au même niveau.
Les sujets écoutant un son pur à 2 000 Hz dont l'amplitude augmente brusquement de 20 % (1,7 dB), avant de revenir discrètement en 8 s au niveau initial perçoivent les augmentations ; mais ils se rendent compte que sur la longue durée, le son devrait devenir plus fort, alors qu'il ne le fait pas. L'effet ne se produit pas avec une baisse rapide et un rattrapage progressif.
Comme souvent, la différence de perception correspond à une adaptation écologique. La croissance d'un son correspond, dans la nature, à l'irruption d'un danger ou d'une opportunité. L'alarme est d'autant plus forte que la croissance est brusque. La décroissance du stimulus ressemble à l'éloignement de la cause du bruit.

#### Élévation infinie de la hauteur
Les sons de Shepard sont un mélange de sons purs aux fréquences fondamentales de toutes les notes de musique de même nom à toutes les octaves. Lorsqu'on les passe en boucle, la progression de hauteur musicale d'un son à l'autre se fait toujours dans le même sens (dans l'exemple ci-contre, en montant), et pourtant les sons se répètent identiques.
Pour l'expliquer, il faut revoir notre notion de la perception des sons. La théorie de la musique ne reconnaît qu'une hauteur musicale, celle de la note de musique. Il faut pourtant distinguer, pour des sons complexes comme tous ceux qui se trouvent hors du laboratoire, la hauteur spectrale, et la hauteur tonale.
La hauteur, qui nous semblait une perception élémentaire, se décompose en hauteur spectrale et hauteur fondamentale :
- La hauteur spectrale : nous permet de classer sur une échelle de grave à aigu tous les sons, même ceux qui ne sont pas harmoniques, comme les tambours et cymbales, dont le son ne correspond à aucune note de musique. Cette perception dépend du spectre sonore. Elle est assez imprécise, 25 % de la fréquence, soit un tiers d'octave.
- La hauteur fondamentale : nous permet de classer avec une grande précision, jusqu'à un ou deux pour mille en fréquence, soit 6 cents (centièmes de demi-ton) dans les meilleurs cas, la fréquence fondamentale d'un son harmonique. La précision dépend de la présence d'harmonique dans la région où le pouvoir discriminant de l'oreille est la plus forte, entre 1 et 4 kHz.

Les instruments de musique et la voix humaine, qui émettent des sons harmoniques, combinent les deux perceptions. De deux instruments qui jouent la même note, mais sonnent différemment, on dit que celui dont le spectre sonore montre plus de puissance dans les hautes fréquences (aigües) a un timbre plus aigu.

#### Accélération infinie de la cadence
Risset a également créé un son paradoxal avec un rythme dont le tempo semble indéfiniment accélérer (accelerando) ou décélérer.
Cette illusion se crée sur le modèle de la gamme de Shepard, en remplaçant le domaine des fréquences audibles par celui des fréquences où l'on peut percevoir le rythme entre 0,5 et 8 Hz, et les partiels sinusoïdes par des structures rythmiques jouées à des tempos relatifs, avec une transition douce entre les puissances pour que le rythme dominant apparaisse à peu près toujours dans la même zone.
L'étude de la perception des rythmes et des cadences est généralement entreprise indépendamment de celle du sens sollicité par le stimulus, qui peut être l'ouïe, qui donne les meilleures performances, ou la vision, avec des éclats de lumière, ou le toucher. Les publications relient souvent la perception des rythmes et les fonctions motrices.

### L'illusion ou effet de continuité
On dit souvent « effet » plutôt qu'« illusion » pour désigner les perceptions d'un stimulus auditif modifiées par la présence d'un stimulus concurrent.
Une suite de sons purs identiques séparés par des silences ou des bruits faibles se perçoit comme un ensemble d'évènements sonores différents.
Lorsqu'on écoute la même séquence, où l'on a remplacé les séparations par des bruit forts, on interprète ce qu'on entend comme un bruit continu masqué par des bruits intermittents, bien que le son que nous croyons continu n'existe absolument pas dans les intervalles.
Cette illusion se base sur l'effet de masquage d'un son par un autre, dans certaines conditions, et sur la mémoire auditive.
Que le son continu soit interrompu ou non, on n'entend aucune différence. La mémoire auditive porte à croire que dans ce cas, comme dans les autres en général, le son continu se poursuit, caché par le bruit.
L'illusion de continuité se manifeste de façon plus étonnante. Dans une autre expérience, on écoute deux tonalités glissant en fréquence mélangées. La première, qui commence dès le début, monte vers les aigus. Au milieu, elle est coupée par un bref silence. La seconde commence une demi-seconde avant la coupure et se poursuit une demi-seconde après, sans s'interrompre, en descendant en fréquence. On entend une tonalité ascendante continue et une tonalité descendante coupée, au contraire de ce qui existe physiquement.
Le phénomène s'analyse, dans les termes de la psychologie de la forme, comme une possible illustration de l'esprit humain pour la « bonne forme », établie depuis plus longtemps, et par la participation de la partie finale du glissando montant dans la compréhension de ce qui s'est passé auparavant.
Ces effets sont des manifestations élémentaires de l'illusion de complétion.

#### Illusion de complétion
Lorsque nous écoutons une mélodie ou de la parole et qu'un bruit remplace une petite partie, nous remplaçons la partie masquée par le son que nous nous attendions à trouver à cet endroit.
Un chercheur a ainsi fait entendre une phrase enregistrée dont une syllabe avait été rendue inaudible par un éternuement. Les auditeurs ont pu répéter la phrase entière ; ils avaient aussi entendu l'éternuement, mais ne pouvaient pas le situer exactement.
Ces constatations amènent au concept de scène sonore, que nous suivons parce que nous sommes, dans une certaine mesure, capable d'en prévoir le déroulement, et que nous sommes capable de séparer d'une autre qui se déroule simultanément.

## Musique
Si les chercheurs en psychoacoustique créent de préférence des stimulus simples, de façon à pouvoir analyser les réactions des sujets et leur modèle du système auditif, les musiciens préfèrent les sons perceptuellement plus riches.

### Distorsion auditive
Découvert au cours de l’histoire de la musique par des grands compositeurs (notamment Giuseppe Tartini et W. A. Sorge), le phénomène de distorsion auditive est le fait que l’émission de deux sons simultanés provoque la perception de sons que les stimuli originels ne contiennent pas.
Grace aux expériences de Ruggero sur la membrane basilaire d’animaux, ce phénomène a pu être expliqué par des lois physiques de propagation des ondes à travers la membrane basilaire de la cochlée, et par sa physiologie qui ne serait pas linéaire.

### La synthèse sonore
La synthèse des sons par ordinateur permet de séparer des paramètres indissociables dans les instruments purement mécaniques et acoustiques. Les compositeurs ont ainsi pu utiliser des sons paradoxaux à des fins expressives.
La synthèse sonore, séparant les qualités d'acuité du timbre et de tonalité de la note, parvient ainsi à créer des sons descendant en devenant plus aigus (hauteur tonale et spectrale variant en sens inverse).
Exploitant et généralisant les travaux de Roger Shepard sur la gamme chromatique circulaire, Jean-Claude Risset l'exploite dans Mutations, où l’harmonie est sans cesse prolongée dans le timbre, et donne à entendre ce son paradoxal.
Le même musicien et chercheur produit des musiques dont le rythme semble s'accélérer, tout en se reproduisant sans cesse.
Jean-Claude Risset a utilisé ces phénomènes dans Little Boy en 1968. Travaillant à cette époque aux laboratoires Bell, il composa une grande fresque « classique » intitulée Computer suite for little Boy. Il introduit par cette œuvre la synthèse numérique dans la création musicale française. C’est en effet la première œuvre musicale classique entièrement synthétisée par ordinateur. Little Boy était le nom de code de la bombe atomique américaine lancée sur Hiroshima. Le compositeur a utilisé le texte du dramaturge Pierre Halet retraçant les affres du pilote de l’avion de reconnaissance du raid qui a précédé son largage.
Avec ces paradoxes, on retrouve le vrai visage[réf. nécessaire] de l'informatique musicale, qui permet de s’éloigner du modèle pour recomposer, re-créer une nouvelle vérité[Quoi ?].
Les sons paradoxaux de J.-C. Risset semblent avoir des effets psychologiques dépendant surtout de leur parenté symbolique avec une ascension ou une descente sans limite.

### Ethnomusicologie
L'ethnomusicologue Gehrard Kubik (de), pratiquant et étudiant la musique de cour de Buganda, jouée très rapidement en alternant les frappes sur de grands xylophones par deux musiciens, a constaté que la combinaison des notes aboutissait à plusieurs lignes mélodico-rythmiques, alors qu'aucun des deux musiciens ne les avait jouées. C'est que l'auditeur fait une partie du travail. Du point de vue psychoacoustique, on peut dire qu'il crée l'illusion auditive de ces séquences, dont les musiciens sont conscients, mais qu'ils ne jouent pas.